# Rhipidia mystica
Rhipidia mystica är en tvåvingeart som först beskrevs av Alexander 1931.  Rhipidia mystica ingår i släktet Rhipidia och familjen småharkrankar. Inga underarter finns listade i Catalogue of Life.